# Левая Андриановка
Левая Андриановка — река в Быстринском районе Камчатского края России. Левый приток реки Андриановка.
Длина реки — 20 км. Берёт исток в отрогах Срединного хребта. Генеральное направление течения — юг. Впадает в Андриановку на расстоянии 58 км от её устья на высоте 419,8 м над уровнем моря. Имеет правый приток Евсейчиха.

## Данные водного реестра
По данным государственного водного реестра России относится к Анадыро-Колымскому бассейновому округу.
Код водного объекта — 19070000112120000013215.

### Комментарии
1. ↑  Согласно государственному водному реестру и старым картам Генштаба, имеет название Правая Андриановка, несмотря на впадение слева.